# 甲良町
甲良町（日语：／ Kōra chō */?）是位於日本滋賀縣東部的行政區劃．轄區位於鈴鹿山脈西麓，犬上川西岸的湖東平原上。

## 人口
| 甲良町人口分布圖 |                                               |  |
| 甲良町與日本全國年齡別人口分布比較圖 （2005年資料） | 甲良町的年齡、男女別人口分布圖 （2005年資料） |  |
| ■紫色是甲良町 ■綠色是全国 | ■藍色是男性 ■紅色是女性                       |  |
| 甲良町人口變化 \| 1970年 \| 8,724人 \| \| \| 1975年 \| 9,024人 \| \| \| 1980年 \| 9,058人 \| \| \| 1985年 \| 9,141人 \| \| \| 1990年 \| 8,811人 \| \| \| 1995年 \| 8,569人 \| \| \| 2000年 \| 8,169人 \| \| \| 2005年 \| 8,103人 \| \| \| 2010年 \| 7,500人 \| \| \| 2015年 \| 7,039人 \| \| \| 2020年 \| 6,362人 \| \| |                                               |  |
| 資料來源：日本總務省統計中心提供之人口普查數據 |                                               |  |
| 1970年 | 8,724人                                       |  |
| 1975年 | 9,024人                                       |  |
| 1980年 | 9,058人                                       |  |
| 1985年 | 9,141人                                       |  |
| 1990年 | 8,811人                                       |  |
| 1995年 | 8,569人                                       |  |
| 2000年 | 8,169人                                       |  |
| 2005年 | 8,103人                                       |  |
| 2010年 | 7,500人                                       |  |
| 2015年 | 7,039人                                       |  |
| 2020年 | 6,362人                                       |  |

## 歷史
町內有下之鄉遺跡和法養寺遺跡可以確認町內過去在3世紀至8世紀期間的古墳時代及飛鳥時代已有聚落存在。
過去在令制國時代屬於近江國犬上郡甲良鄉，曾經由犬上氏的所統治，後來有設立了甲良莊；14世紀京極氏的佐佐木道譽在東部勝樂寺所在的山上建立勝樂寺城，此後此地也成為京極氏所統治。15世紀京極高數在西部的平原區域建立下之鄉城，並交由其次子多賀高忠負責。
16世紀末豐臣秀吉接替織田信長取得天下後，此地曾交由石田三成的佐和山城管理，1600年關原之戰後，德川四天王之一的井伊直政接手入主並在此建立彥根藩，此後直到江戶時代結束，本地都是井伊氏彥根藩的領地。
19世紀末明治維新實施廢藩置縣後改隸屬彥根縣，但僅四個月之後的府縣整併中彥根縣的轄區被併入長濱縣，後隨著縣廳的遷移長濱縣又更名為犬上縣，不過僅半年後，犬上縣又與滋賀縣合併。
1889年日本實施町村制，現在的甲良町轄區在當時分屬西甲良村和東甲良村兩個行政區劃，直到1955年兩村才合併為甲良町。

### 變遷表
| 1889年4月1日 | 1889年 - 1912年 | 1912年 - 1944年 | 1945年 - 1954年 | 1955年 - 1989年           | 1989年 - 現在             | 現在                      |
| ------------ | --------------- | --------------- | --------------- | ------------------------- | ------------------------- | ------------------------- |
| 西甲良村     | 西甲良村        | 西甲良村        | 西甲良村        | 1955年4月1日 合併為甲良町 | 1955年4月1日 合併為甲良町 | 1955年4月1日 合併為甲良町 |
| 東甲良村     |                 |                 |                 | 1955年4月1日 合併為甲良町 | 1955年4月1日 合併為甲良町 | 1955年4月1日 合併為甲良町 |

## 行政

### 歴任首長
| 屆         | 姓名       | 上任日期       | 卸任日期      | 備註                         |
| ---------- | ---------- | -------------- | ------------- | ---------------------------- |
| 1          |            | 1955年5月      | 1959年5月     |                              |
| 2          |            | 1959年5月      | 1961年5月     |                              |
| 3          | 上川正雄   | 1961年6月29日  | 1965年6月28日 |                              |
| 4          | 圓城源三   | 1965年6月29日  | 1969年6月28日 |                              |
| 5          | 川副郁夫   | 1969年6月29日  | 1973年6月28日 |                              |
| 6          | 上川正雄   | 1973年6月29日  | 1977年6月28日 |                              |
| 7          | 川副郁夫   | 1977年6月29日  | 1981年6月28日 |                              |
| 8          | 阪東門三   | 1981年6月29日  | 1985年6月28日 |                              |
| 9          | 二階堂昭三 | 1985年6月29日  | 1985年10月    |                              |
| 10         | 山本日出男 | 1985年11月10日 | 1989年11月9日 |                              |
| 11         | 山本日出男 | 1989年11月10日 | 1993年11月9日 |                              |
| 12         | 山本日出男 | 1993年11月10日 | 1997年11月9日 |                              |
| 13         | 山本日出男 | 1997年11月10日 | 2001年11月9日 |                              |
| 14         | 山本日出男 | 2001年11月10日 | 2005年11月9日 |                              |
| 15         | 山崎義勝   | 2005年11月10日 | 2009年11月9日 |                              |
| 16         | 北川豐昭   | 2009年11月10日 | 2013年11月9日 |                              |
| 17         | 北川豐昭   | 2013年11月10日 | 2017年11月9日 |                              |
| 18         | 野瀨喜久男 | 2017年11月10日 | 2019年1月4日  | 因遭町議會通過不信任案而辭職 |
| 19         | 野瀨喜久男 | 2020年1月26日  | 現任          | 辭職後重新參選後再次當選     |
| 參考資料： |            |                |               |                              |

## 交通
鐵路近江鐵道本线及高速公路名神高速公路分別自轄區的西側及東側以南北向通過轄內，其中近江鐵道在町內設有尼子車站，不過名神高速公路在轄內並未設有交流道，需要至位於彥根市內的彥根交流道或是位於愛莊町的湖東三山智慧交流道才可進入高速公路。
町內的客運路線則由湖國巴士所經營。

### 鐵路
- 近江鐵道
  - 本线：（←彥根市） - 尼子車站 - （豐鄉町→）

## 觀光資源

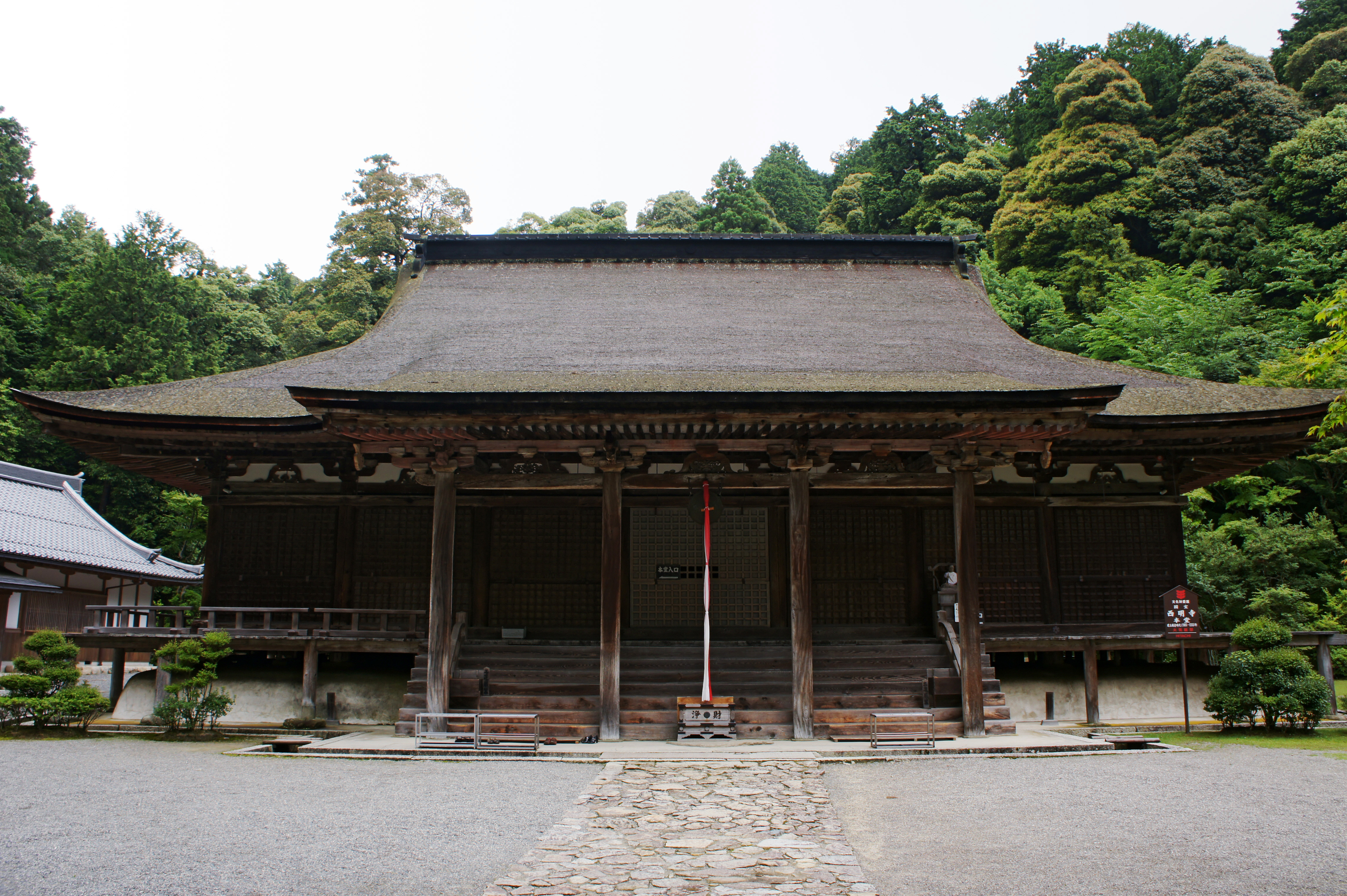
西明寺本堂

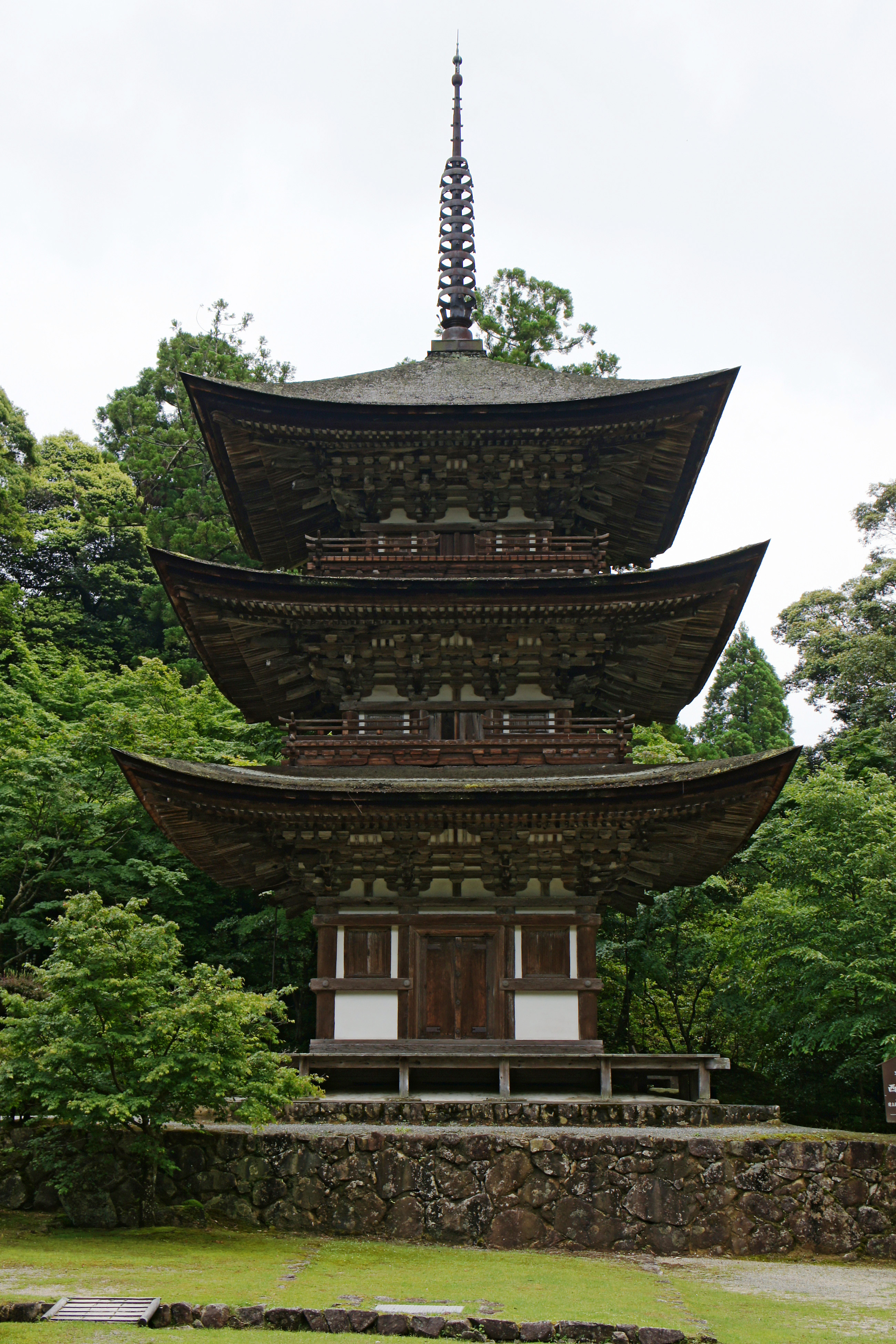
西明寺三重塔

位於東部山區的西明寺建於9世紀，與位於愛莊町的金剛輪寺、位於東近江市的百濟寺被合稱為湖東三山，其本堂與三重塔已被列為國寶，西明寺也是著名欣賞紅葉的景點。

## 教育
町內的學校除了一所中學-甲良町立甲良中學校及兩所小學-甲良町立甲良東小學校和甲良町立甲良西小學校外，還有一所包含小學、中學及高中學程的特殊學校－滋賀縣立甲良養護學校。

## 本地出身之名人
14世紀至16世紀期間的戰國時代，以山陰地方為主要據點，並一度擔任山陽地方及山陰地方八國守護（出雲國、隱岐國、伯耆國、因幡國、美作國、備前國、備中國、備後國）的尼子氏，其始祖尼子高久為過去領有近江國的京極氏的分支，由於高久從其父親獲得本地尼子鄉（位於現在的甲良町尼子地區），高久因而成為「尼子高久」建立尼子氏。
戰國時代末期武將藤堂高虎則是出身於本地的藤堂村（位於現在的甲良町在士地區）的豪族之家，隨著功績的建立，最後在江戶時代成為津藩的藩主。
江戶時代初期曾參與伏見城改建、建造江戶城天守、日光東照宮改建的知名木匠建築家甲良宗廣於16世紀末本地的法養寺村（位於現在的甲良町法養寺地區），甲良氏家族過去即為主要在京都工作的著名木匠世家，進入江戶時代後甲良氏家族也繼續成為幕府的主要建築工匠。